# アーチボルト・マクリーシュ
アーチボルト・マクリッシュ（Archibald MacLeish、1892年5月7日 - 1982年4月20日）はアメリカ合衆国の詩人。

## 経歴
イリノイ州クック郡生まれ。イェール大学卒業後、ハーヴァード大学で法律を学び、弁護士を開業。1923年にパリに渡る。T・S・エリオットやウィリアム・バトラー・イェイツ、エズラ・パウンドなどの影響を受けて詩作し、1924年の「幸福な結婚」、1925年の「土の壺」など、反戦詩で名声を得た。1928年に帰国し、1932年に「征服者（Conquistador）」でピューリッツァー賞 詩部門を受賞。詩劇やラジオドラマなども執筆し、切迫した社会情勢を訴え、「ニューディールの桂冠詩人」と称された。フランクリン・ルーズベルト大統領から強い信任を受け、スピーチライターも担当した。1939年から1944年まで議会図書館長、1944年から1945年まで国務次官補など、政府要職を歴任。国務次官補時代にはポツダム宣言に関わり、ジョゼフ・グルーが作成した、天皇の安全の保証を示した対日講和案に強硬に反対した。
第二次世界大戦後は政府を離れ、創作に集中。1949年から1962年までハーヴァード大学教授。1953年、Collected Poems, 1917-1952 により全米図書賞及び2度めのピューリッツァー賞 詩部門を受賞。1962年からハーヴァード大学名誉教授。